# Oncholaimoides elongatus
Oncholaimoides elongatus är en rundmaskart som beskrevs av Stephen Donald Hopper 1961. Oncholaimoides elongatus ingår i släktet Oncholaimoides och familjen Oncholaimidae. Inga underarter finns listade i Catalogue of Life.